# 풀치탑

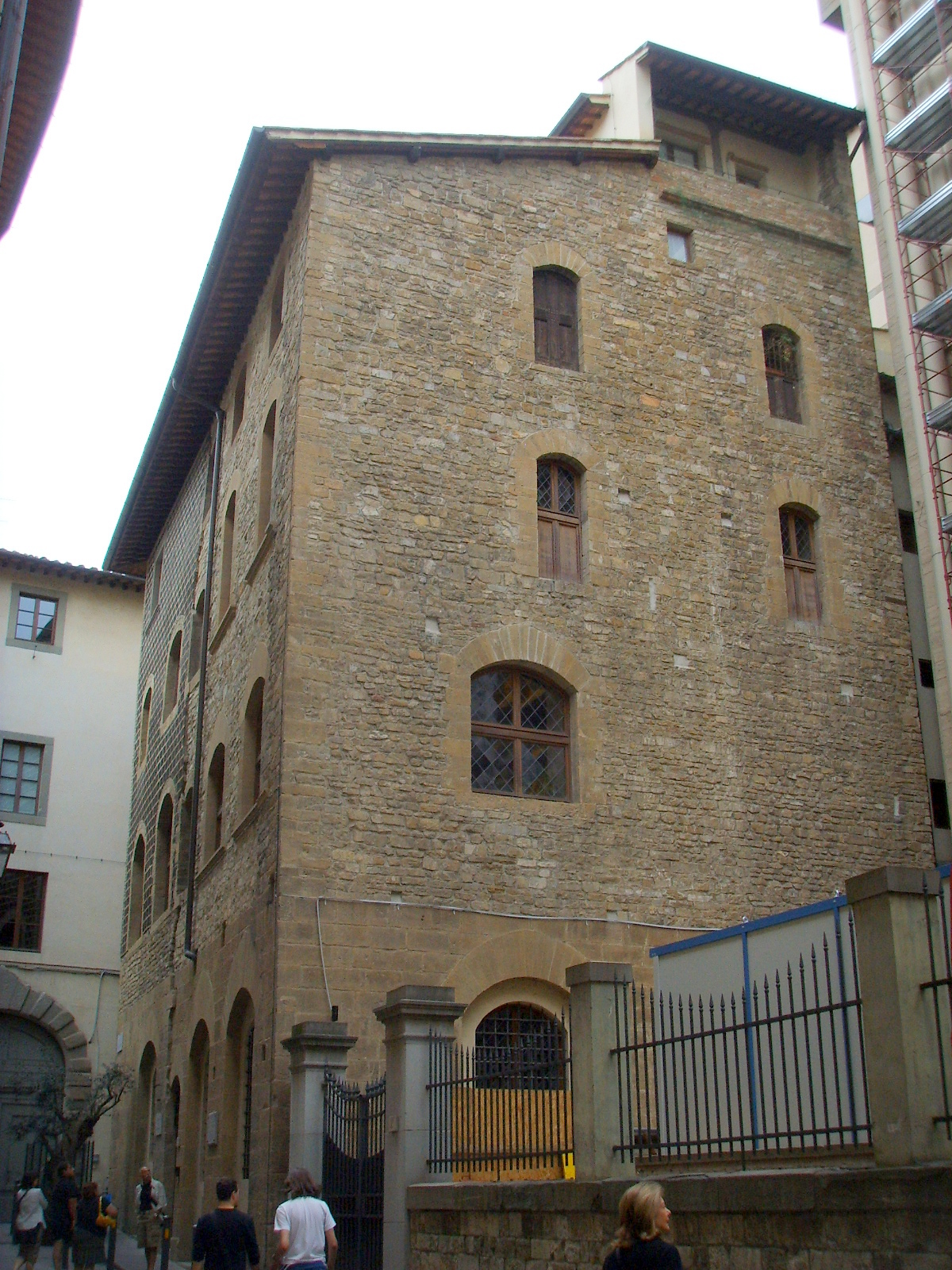
재건된 풀치 탑

풀치 탑(Torre dei Pulci)은 이탈리아 피렌체에 있는 오래된 탑이다. 루이지 풀치를 포함하여 중세와 르네상스 시대 풀치 가문 사람들의 거처였다. 본래는 순전히 방어 목적의 탑이었지만, 확장 공사가 이뤄지면서 일종의 '팔라체토'(palazzetto), 즉 소규모 거주 목적 궁정이 되었다.
1933년 이래로 제오르고필리 학회가 위치한 곳이었다. 1993년에 마피아의 폭탄 테러로 심각한 피해를 입었으며, 이로 인해 다섯 명 (제오르고필리 학회원 중 한 명을 포함하여)이 사망했고 또한 인접한 우피치 미술관도 피해를 입었다. 이후에 재건되었는데, 재건된 부분에는 비극적 사건을 기리는 의미로 다른 재료를 사용하기로 결정됐다.
탑의 앞에는 현재 평화의 상징으로서 올리브 나무가 있다.

## 참고 문헌
- Cesati, Francesco (2003). 《La grande guida delle strade di Firenze》. Rome: Newton Compton Editori.